# Francisco Antonio de Aldana y Guevara
Francisco Antonio de Aldama y Guevara (Ciudad de México, Virreinato de Nueva España c. 1720s - Nueva Guatemala de la Asunción c. 1790s) fue un capitán que se desempeñó como teniente de alcalde mayor de la provincia de Zimapan, corregidor de Quezaltenango (de 1764 a 1770), y alcalde mayor interino de San Salvador (de 1773 a 1775).

## Biografía
Francisco Antonio de Aldama y Guevara nació en la Ciudad de México por la década de 1720s; siendo hijo de Agustín de Aldama Villanueva Campo, y de María Rosa Fernández de Guevara. Se dedicaría a la carrera de las armas, alcanzando el rango de capitán, y serviría como teniente de alcalde mayor de la provincia de Zimapan, durante la administración de Martín de Andreu, a principios y mediados de la década de 1740s; donde se enfrentaría a los indígenas chichimecas jonaces, y a una sublevación en el año 1745.
Sería por dos años procurador de Zimapan, y sería nombrado por el virrey de Nueva España como oficial real y regidor. Posteriormente, estudiaría filosofía y sagrados cánones en el colegio de San Idelfonso, recibiendo los grados de bachiller de ambas facultades. Viajaría  España, donde en 1753 presentaría una relación de méritos ante el Consejo de Indias.
A principios de 1763 sería designado como corregidor de Quezaltenango, por lo que el 23 de abril de ese año se embarcó hacia el continente americano; tomando posesión en el mes de junio de 1764. Durante su mandato, se prohibió la fabricación y consumo del aguardiente (en cumplimiento del decreto real de 1767), y se intentó reformar las milicias de esa jurisdicción; además, tuvo que impartir las medidas necesarias para el socorro y restauración de las poblaciones de ese territorio, luego de la destrucción ocasionada por una serie de temblores el 24 de octubre de 1765.
Ejercería el cargo de corregidor hasta el año de 1770, luego de lo cual se asentaría en Santiago de Guatemala. El 16 de abril de 1773, el presidente-gobernador y capitán general de Guatemala Juan González Bustillo y Villaseñor lo designó como alcalde mayor de San Salvador; para ocuparlo de manera interina debido al fallecimiento del propietario Bernabé de la Torre Trasierra y a la renuncia de Rafael de Benavides; dicho nombramiento sería aprobado por el rey Carlos III; siendo juramentado el 5 de mayo, y tomando posesión en los primeros días del mes de junio.
Durante su gobierno como alcalde mayor, envió ayuda a los pobladores de Santiago de Guatemala, ya que esa ciudad había sido destruido por un terremoto (que fue la razón de su traslado al valle de la Ermita, donde se levantaría la Nueva Guatemala de la Asunción; siendo Aldama el último alcalde mayor de San Salvador nombrado en la ciudad de Santiago); asimismo, envió una carta al rey donde presentaba la idea de dividir el territorio de esa jurisdicción en 5 o por lo menos 2 partidos, para mejorar su administración (lo cual al final no se llevó a cabo). Desempeñaría ese puesto hasta el año de 1774, luego de lo cual se dirigiría a residir a la Nueva Guatemala, donde fallecería por la década de 1790s.